# Marcionism
Marcionismul este teologia inițiată de către Marcion din Sinop (cca 80-155). Originar din Asia Mică, stabilit la Roma către anul 140 d.C., unde, sub influența gnosticismului lui Cerdon, dezvoltă propriul lui sistem pe baza unor texte din „Epistola către Galateni”, despre Dumnezeul celor două Testamente și despre canonul biblic.

## Doctrină
După Marcion, există doi Dumnezei: un „Dumnezeu inferior”, imperfect, al Vechiului Testament, care a creat lumea, a dat Legea Mozaică și a inspirat profeții, care se mânie și se răzbună (conform „Legii talionului”) și un „Dumnezeu superior” al Noului Testament, perfect, Tatăl lui Isus Cristos, un Dumnezeu al iubirii, milei și iertării. Între cei doi Dumnezei, cel creator și cel răscumpărător, nu ar exista legătură. Nici între iudaism si creștinism. Materia este rea, de aceea Marcion recomanda ascetismul riguros. Pentru a susține ideile sale, el a stabilit propriul său canon: Evanghelia după Luca și epistolele pauline, din care elimină ideile iudaice și mai ales exclude epistolele pentru Timotei și Tit. 
De la început biserica a condamnat ideile lui Marcion (excomunicat în anul 144 d.C.).

## Practica marcionismă
Marcioniții practicau celibatul. Botezul (efectuat în numele lui Isus Hristos) ar putea fi realizat de trei ori: la fiecare repetare, păcatele comise de la momentul primului botez au fost iertate.
Euharistia se face cu apă (și nu cu vin).
A șaptea zi a săptămânii (sâmbătă) a fost consacrată cu un post special.

## Marcionismul după Marcion
La moartea lui Marcion, biserica lui s-a împărțit într-o aripă egipteană și Orientul Mijlociu. În fruntea primului partid a fost Apelles și în fruntea celui de-al doilea Tatian.
Egiptenii Marcioni au negat eternitatea materiei, considerând-o o creație nefericită a lui Dumnezeu. Trupul Fiului lui Dumnezeu a fost nu numai eluzivă, așa cum a învățat Marcion, ci și material, constituit din cele mai subtile elemente de aer împrăștiate în timpul ascensiunii, astfel încât numai sufletul său sa înălțat la cer.
În vremea lui Epifanie de Salamina (aproximativ 400 de ani), Marcionismul era foarte comun în Asia Mică, Siria, Armenia și în Occident - în Roma și Cartagina.

## Legături externe
- Marcionismul si Maniheismul, 6 iulie 2012, CrestinOrtodox.ro